# Jorge Alfredo Garber
Jorge Alfredo Garber es un ingeniero civil argentino y empresario del sector de la construcción. Es presidente y director ejecutivo (CEO) de Constructora Gama S.A., presidente del directorio de Mate de Luna S.A., vicepresidente del Centro de Servicios Diagonal S.A., y vocal de la Cámara Tucumana de la Construcción. También se desempeña como vicepresidente del Jockey Club de Tucumán.

## Formación académica
Garber se graduó como ingeniero civil en la Facultad de Ciencias Exactas y Tecnología de la Universidad Nacional de Tucumán (UNT). Al finalizar sus estudios, realizó una pasantía en el estudio del arquitecto Benjamin Sternberg en San Francisco, California, gracias al vínculo profesional con la arquitecta Claudia Budeguer. A su regreso a la Argentina en 1993, fundó su primera empresa constructora.
A lo largo de su trayectoria, completó diversos cursos en áreas de procesos constructivos, gestión empresarial y recursos humanos.

## Trayectoria empresarial
En 1994 formalizó una sociedad de hecho transformándola en una Sociedad de Responsabilidad Limitada, en la que asumió el rol de director ejecutivo. Dos años después fundó la empresa Gama Metal S.R.L., orientada a la metalurgia, con la que complementó los trabajos de Constructora Gama, incluyendo exportaciones de maquinaria a Brasil.
Durante los años 2000 amplió sus actividades empresariales con inversiones en sectores como la construcción, el agro, la energía y los desarrollos inmobiliarios. En 2008 llevó adelante uno de los emprendimientos inmobiliarios más importantes del norte argentino: un complejo habitacional y comercial de 31.000 m² ubicado sobre la Avenida Mate de Luna en la ciudad de San Miguel de Tucumán.

## Cargos institucionales
En 2013 fue presidente del Club Atlético San Martín de Tucumán. Actualmente, preside la Cámara Tucumana de la Construcción, cargo que ejerce por tercer período consecutivo, y es parte del comité directivo de la Federación Económica de Tucumán (FET).

## Obras destacadas
Entre los proyectos más importantes que ha dirigido se encuentra la construcción del Complejo Penitenciario de Benjamín Paz, considerada la obra de infraestructura más relevante en la provincia de Tucumán. También ha participado en obras internacionales, como las Trump Towers en Punta del Este, Uruguay.

## Actividad agroindustrial
Además de su actividad en la construcción, Garber es uno de los mayores productores de palta Hass en Argentina, con más de 12.000 plantas en producción en su finca ubicada en Timbo Viejo. Posee su propio sistema de empaque y cámaras de frío bajo la marca Paltas El Timbo, orientada al mercado de exportación.